# Zand van Zelzate
Het Zand van Zelzate is een gesteentelaag in de ondergrond van Nederland en België. In België wordt deze laag de Formatie van Zelzate (afkorting: Zz) genoemd, in Nederland het Laagpakket van Zelzate (afkorting: TOZE). De afzetting bestaat uit ondiep-mariene (waarschijnlijk kustnabije) zanden en kleien uit het Priabonien (Laat-Eoceen) en Rupelien (Vroeg-Oligoceen).
Het Zand van Zelzate kan tot 30 meter dik zijn en wordt onderverdeeld in drie leden (België) of lagen (Nederland). Het bestaat aan de basis uit groengrijzige, glauconiet- en micahoudende zanden met kleilenzen (het Zand van Bassevelde), gevolgd door een pakket dikke klei (de Klei van Watervliet). De top bestaat uit een zandlaag waarin veel fossielen voorkomen (het Zand van Ruisbroek).
Het Zand van Zelzate ligt meestal bovenop mariene klei uit het Bartonien (ouder Eoceen): in Nederland de Formatie van Dongen; in België de Formatie van Maldegem. Boven op het Zand van Zelzate ligt meestal de Boomse Klei (mariene klei uit het vroege Oligoceen). In België wordt de Formatie van Zelzate samen met de elders voorkomende formaties van Sint Huibrechts-Hern en Borgloon, die van ongeveer dezelfde ouderdom zijn, tot de Tongeren Groep gerekend. In Nederland behoort het Laagpakket van Zelzate tot de Formatie van Tongeren.